# Cabul
Cabul (en hebreo: כבול‎), grafía clásica: Chabolo; Chabulón, es una localidad de la Baja Galilea mencionada en la Biblia hebrea, actual Kabul en el Consejo local de Israel, a 9 o 10 km al este de Acre.

## Historia

### Edad del Bronce y del Hierro
Cabul se menciona por primera vez como uno de los hitos en la frontera de Asher, en 19:27. Flavio Josefo se refiere a ella como «la aldea de Chabolo situada en los confines de Tolemaida»", y era la frontera occidental de Baja Galilea antes de unirse a la costa fenicia. Fue asignada a la Tribu de Aser. El nombre "Kabul" puede haber derivado de la palabra mekubbal en arameo, que significa “vestido”, como en los habitantes estaban “vestidos” de oro y plata.
El rey Salomón entregó un distrito en el noroeste de Galilea, cerca de Tiro, que contenía veinte ciudades, a Hiram I, rey de Tiro, en pago por su ayuda en la construcción del Templo de Salomón en Jerusalén.  Sin embargo, a Hiram no le gustó el regalo y los llamó «la tierra de Cabul», nombre que significa “bueno para nada”. El escritor de 1 Reyes 9, dice que fueron llamados con este nombre “hasta el día de hoy”. Josefo interpreta "Cabul" como "«lo que no agrada»" (en fenicio) pero se ha puesto en duda esta interpretación del término. El Comentario desde el púlpito sugiere que eran inaceptables porque «en realidad eran meras aldeas».
Las excavaciones arqueológicas realizadas en Khirbet Rosh Zayit, situado a 2 km al noreste de la actual Kabul (Israel), han revelado un asentamiento israelita del siglo XII a. C.. y, sobre él, una fortificación fenicia del siglo X a C.[9]. El excavador sugiere que se trata de una prueba de la transferencia de la zona al control tirio por parte de Salomón.

### Época clásica
Josefo  describe Cabul como «el lugar que divide el país de Ptolemaida de nuestra nación» (Guerra II 18:503).ref>Frankel, Rafael; Getzov, Nimrod; Aviam, Mordechai; Degani, Avi (2001). «Settlement Dynamics and Regional Diversity in Ancient Upper Galilee (Archaeological Survey of Upper Galilee)». Israel Antiquities Authority (en inglés) 14: 111. </ref> La arquitectura de Cabul, a diferencia de otras ciudades de Galilea, era similar a la de Tiro, Sidón y Beirut. En la primera guerra judeo-romana, Cabul fue atacada por Cayo Cestio Galo en el año 66 d. C. Al acercarse el ejército romano, los habitantes de Cabul (en griego: Χαβουλών, traducido en algunos textos ingleses como Zabulón),  habían huido de la ciudad, mientras que a los soldados se les dio permiso para saquear e incendiar la ciudad. Durante un tiempo sirvió de cuartel general de Josefo en Galilea en el año 67 d. C.
Judá e Hillel, hijos de R. Gamaliel III, fueron recibidos como huéspedes en Cabul con grandes honores y realizaron una visita a un baño local Era la casa de un rabino, Zakkai, 
era famosa por su abundancia de vino y aceite; también tenía una sinagoga y baños públicos. Tras la caída de Jerusalén, los sacerdotes de la familia Shecaniah (Shekhanyah) se establecieron allí.

### Edad Media
En el Reino Cruzado de Jerusalén, fue sede de un señorío conocido como Cabor.

## Consecuencias
En 2010, Omar Zidan llevó a cabo un estudio arqueológico de Cabul por encargo de la Autoridad de Antigüedades de Israel (IAA).